# 帝国宪政会
帝国宪政会，全称中华帝国宪政会，是中国清末民初立憲派的政治团体。

## 沿革
帝国宪政会的前身是康有为於1899年在加拿大成立的“保救大清皇帝會”（Chinese Empire Reform Association），通稱保皇會，初期主張變法、恢復光緒親政，並以海外華人為基礎反對慈禧太后爲首的保守派朝廷，在1900年曾參與策劃國内的起義，但失敗。在1900年以後，由於清廷對憲政態度轉爲溫和，因此保皇會將鬥爭矛頭轉向革命派，並與清廷逐漸和解。1906年清廷決定預備立憲後，康有为在1907年3月主持將保皇會改組為帝国宪政会並在中國國内轉爲地上活動團體。其海外組織沒有改變，並繼續以同樣的英文名稱活動到1911年以後。
帝国宪政会以君主立宪为宗旨，其党派的纲领是：尊崇皇室，扩张民权；巩固国防，奖励民业；要求善良之宪法，建设有责任之政府。经帝国宪政会党内选举和协商，任命杨度为干事长兼主持，徐勤为会议长，载沣为总裁，载泽为副总裁。帝国宪政会的党派总部设在中国上海。
帝国宪政会建党的目的是领导和代表中国国内的立宪派、维新派，联合以光緒帝和溥仪为首的清朝的皇室贵族进行君主立宪制度改革，并与好战的革命派相抗争。1911年，帝国宪政会改为帝国統一党，但不久就改爲憲友會，同年獲得清朝内务部註冊為中國的第一個合法政黨。辛亥革命后，以政闻社社长梁启超为代表的帝国宪政会党员开始支持袁世凯领导的中华民国北洋政府，組建民主黨，後來并入進步黨。